# Bernard Foley
Bernard Foley (* 8. září 1989, Sydney) je ragbista hrající za japonský klub Kubota Spears a australskou reprezentaci. Jeho preferované pozice jsou útoková spojka, levá tříčtvrtka a zadák. V roce 2014 se stal s klubem Waratahs vítězem Super Rugby. V sezoně 2022/23 se stal nejproduktivnějším hráčem japonské ligy se 173 body. 
S reprezentací vyhrál v roce 2015 Rugby Championship. V ten rok se stal i vicemistrem světa, když pomohl Austrálii k stříbrným medailím 82 body a společně s Danem Carterem skončili třetí v zisku bodů. V roce 2017 se stal s 80 body nejproduktivnějším hráčem Rugby Championship. Zúčastnil se také MS 2019. V sezoně 2010–11 hrál za sedmičkovou reprezentaci.